# Bañares
Bañares je obec v autonomním společenství a zároveň provincii La Rioja na severu Španělska. Nachází se asi 45 km západně od Logroño.
Její ekonomika je založena především na zemědělství. Zejména na pěstování brambor, kukuřice, řepy a zelených fazolek.

## Historie
První zmínky o existenci Bañares pocházejí z roku 1051. Obec byla v 12. a 13. stoletím dějištěm krvavých bitev mezi královstvími Navarra a Kastilie. V roce 1478 se stal majitelem panství Álvaro de Zúñiga y Guzmán.

## Památky
- Kaple svatého Kříže